# Gian Mario Spacca
Gian Mario Spacca, né le 16 février 1953 à Fabriano, est un homme politique italien, membre du Parti démocrate.
Il est président de la région des Marches de 2005 à 2015.